# Ken Venturi
Kenneth Venturi (San Francisco, 15 mei 1931 – Rancho Mirage, 17 mei 2013) was een prominent golfprofessional en golfcommentator uit de Verenigde Staten. Hij woonde in Palm Springs, Californië.
Kenneth, zoals hij in zijn jeugd nog genoemd werd, begon met golf te spelen op de openbare banen in de buurt van zijn ouderlijk huis.
Venturi werd in 2013, elf dagen voor zijn overlijden, opgenomen in de World Golf Hall of Fame.

## Amateur
In 1986 speelde hij als amateur in de Masters. Na de eerste ronde stond hij aan de leiding. In de laatste ronde scoorde hij 80 en eindigde toch nog op de 2de plaats achter Jack Burke jr. Hij was meteen beroemd.
Na zijn schooltijd kreeg hij les van Byron Nelson. Ook leerde hij veel van Ben Hogan.
Hij speelde in de Walker Cup van 1953.

### Gewonnen
Onder meer:
- 1953: San Francisco Open
- 1955: San Francisco Open
- 1956: San Francisco Open

## Professional
Ken Venturi werd in 1956 professional. Hij won een aantal grote toernooien op de Amerikaanse PGA Tour. Ook won hij in 1958 en 1960 bijna weer de Masters, in beide jaren werd hij verslagen door Arnold Palmer.
In 1961 raakte hij gewond bij een auto-ongeluk, waarna zijn golfcarrière achteruit ging. In 1964 ging hij plotseling weer beter spelen, hoewel hij nooit heeft begrepen hoe dat kwam. Hij won het US Open op de Congressional Country Club en werd door het blad Sports Illustrated uitgeroepen tot 'Sportman van het Jaar'. Een jaar later speelde hij in het Ryder Cup team.

De opleving van zijn golfcarrière was van korte duur want in 1964 werd ook carpaletunnelsyndroom in beide polsen geconstateerd. Na enkele operaties kon hij weer spelen, maar nooit meer op zijn oude niveau. In 1967 stopte hij met het spelen op de Tour.
In 1990 ontwierp Venturi de Eagle Creek Golf Club bij Naples, Florida. 

In 1998 ontving hij de 'Old Tom Morris Award' van de Golf Course Superintendents Association of America (GCSAA).

### Gewonnen
PGA Tour
- 1957: St. Paul Open Invitational, Miller High Life Open
- 1958: Thunderbird Invitational, Phoenix Open Invitational, Baton Rouge Open Invitational, Gleneagles-Chicago Open Invitational
- 1959: Los Angeles Open, Gleneagles-Chicago Open Invitational
- 1960: Bing Crosby National Pro-Am, Milwaukee Open Invitational
- 1964: US Open, Insurance City Open Invitational, American Golf Classic
- 1966: Lucky International Open

Elders
- 1959: Almaden Open

## Commentator
Van 1967 tot zijn pensioen in 2002 werkte hij als commentator voor CBS. Ook richtte hij enkele golfscholen op.
Venturi heeft in 1996 met Kevin Costner en Rene Russo in de film 'Tin Cup' gespeeld waarbij hij zichzelf speelde. Hij was in de film een verslaggever tijdens het US Open op een denkbeeldige baan in North Carolina. In zijn commentaar stelde hij dat de hoofdrolspeler Roy McAvoy (Costner) op hole 18, een lange par-5, met zijn tweede slag niet moest proberen over het water naar de green te slaan, maar de bal voor het water moest spelen. McAvoy ging echter voor de green en zei "This is for Venturi up in the booth thinking I should lay-up." Zijn caddie (Cheech Marin) zei toen met enig sarcasme "Yeah, what does he know? He only won this tournament before you were born." De bal bereikte net de green maar rolde terug in het water.

## Overlijden
Venturi overleed twee dagen na zijn 82e verjaardag in een ziekenhuis in Rancho Mirage (Californië). Hij was de laatste twee maanden gehospitaliseerd omwille van een infectie aan de ruggengraat, een longontsteking en een darminfectie.